# Corryocactus erectus
Corryocactus erectus es una especie de planta suculenta perteneciente al género Corryocactus, dentro de la familia Cactaceae. Es endémica de Perú.

## Descripción

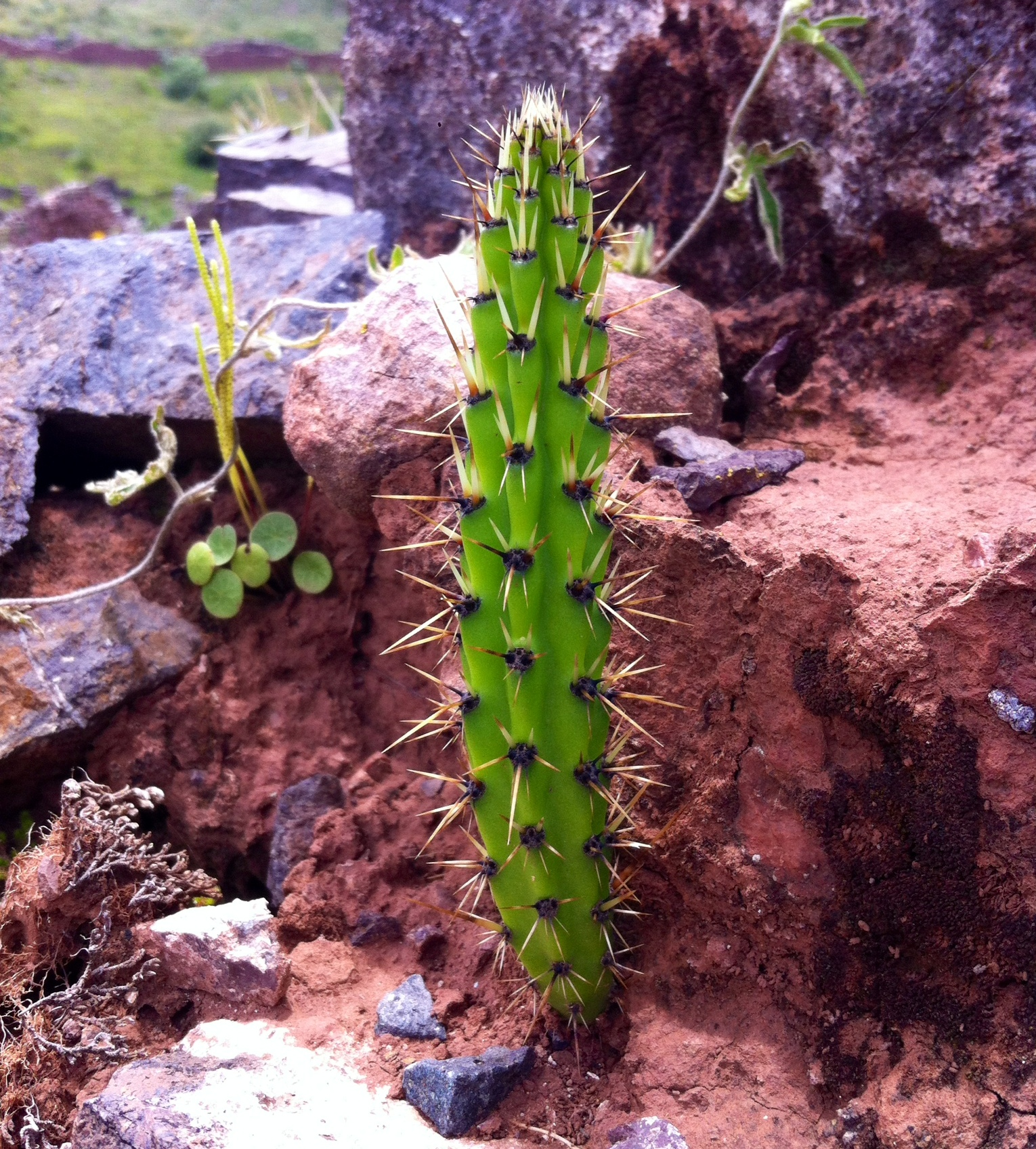
Detalle del tallo

Corryocactus erectus es una especie de cactus arbustivo que se ramifica poco desde la base, alcanzando alturas de hasta 1 m. Los tallos crecen de forma semipostrada a erecta y tienen la epidermis de color verde. Son delgados y cilíndricos, con diámetros de hasta 3 cm.
Presentan de 6 a 9 costillas estrechas y no muy prominentes. Sobre ellas se asientan areolas con espinas claras y de longitud desigual, llegando a medir hasta 2 cm de largo. Irradian en todas las direcciones, tienen una base más oscura y no se pueden distinguir en espinas centrales y periféricas.

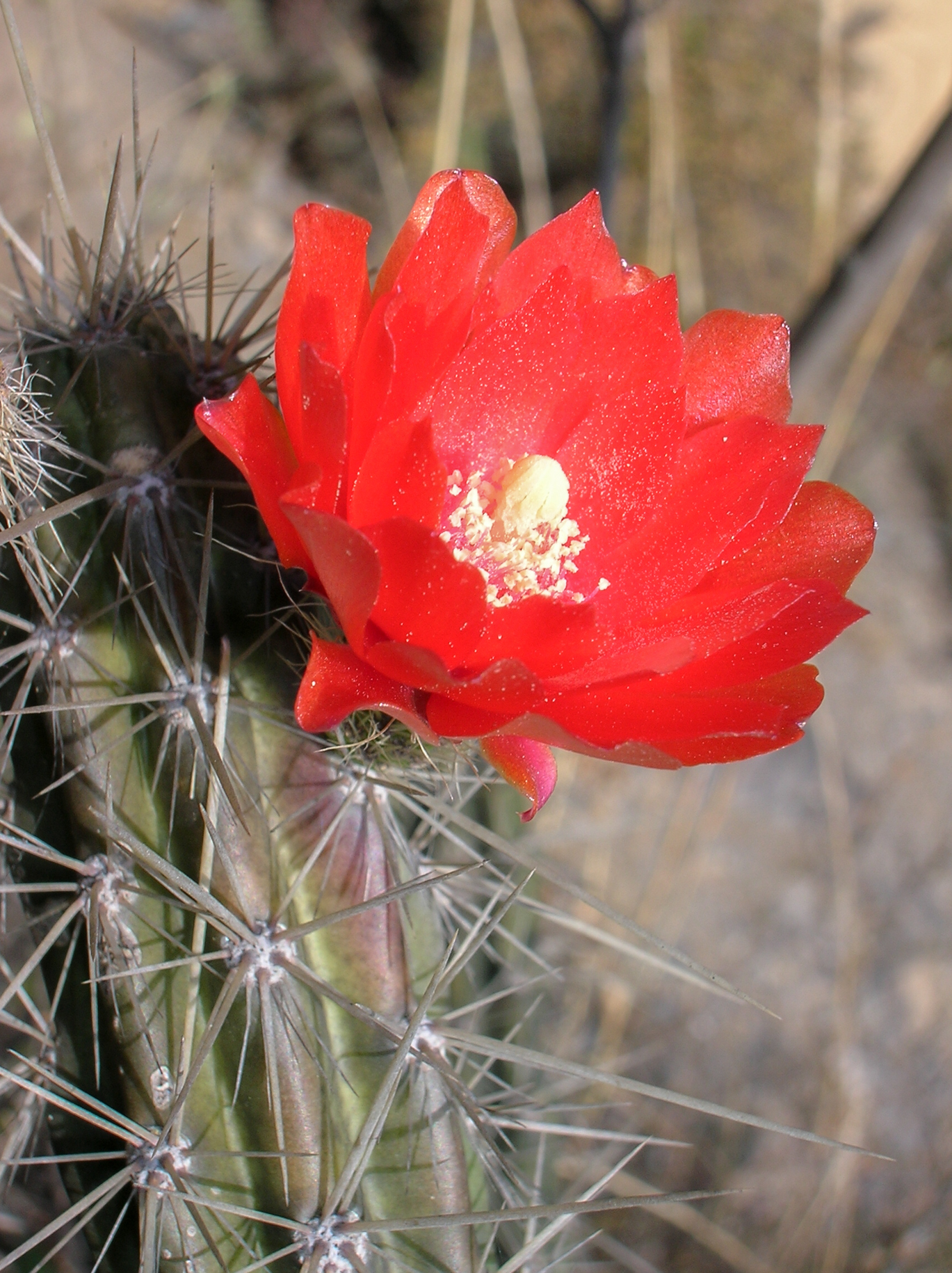
Detalle de la flor

Las flores pueden a aparecer de forma apical o lateral y son de color rojo claro a bermellón. Miden entre 2,5 y 4 cm de largo. Los frutos son de color rojo claro y alcanzan un diámetro de hasta 2 cm. Su interior es jugosos y tiene abundantes semillas.

## Distribución y hábitat

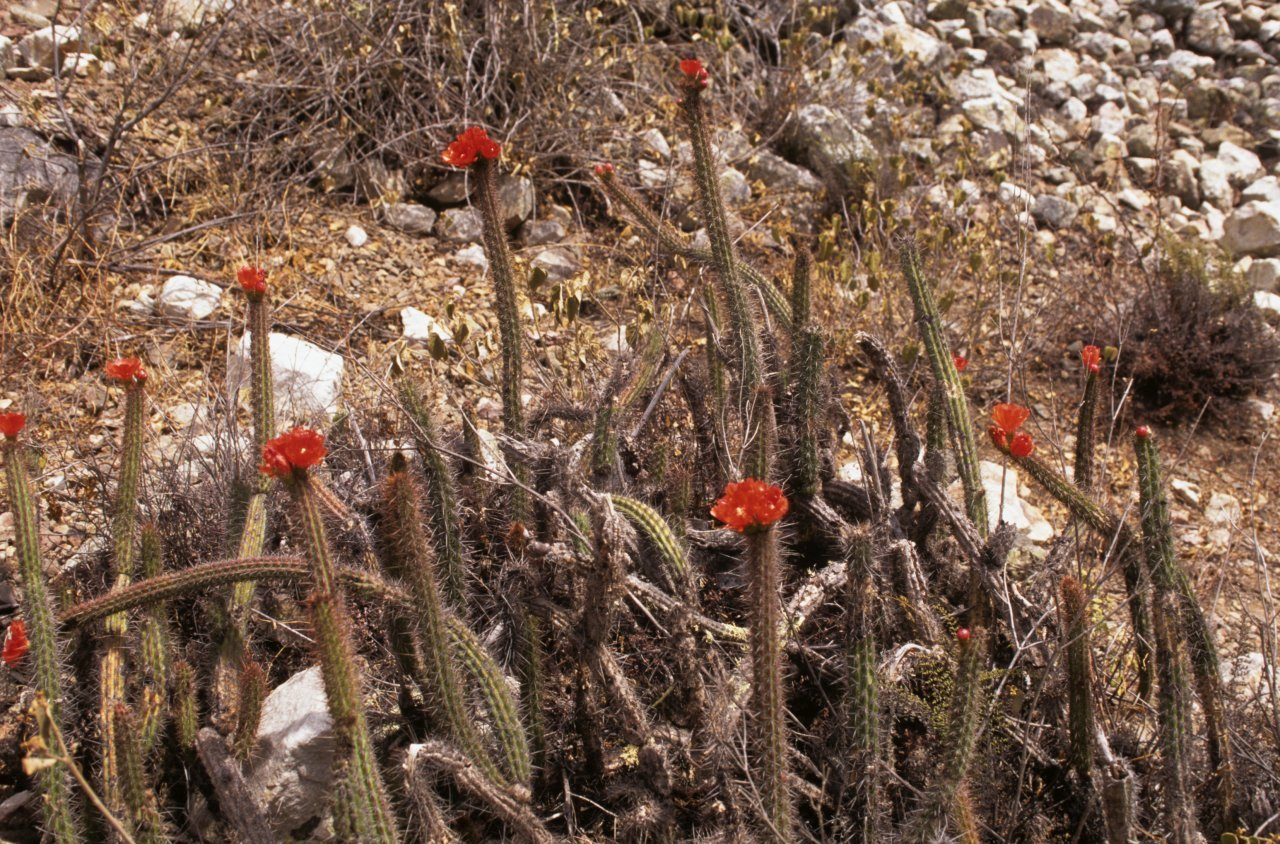
En su hábitat

El área de distribución nativa de esta especie es Perú y está muy extendida en el departamento de Cuzco. Crece principalmente en biomas desérticos o de matorral seco, en acantilados situados entre los 3000 y 3500 metros de altitud.

## Taxonomía
La primera descripción de esta especie fue como Erdisia erecta, publicada en 1942 por el botánico alemán Curt Backeberg en la revista científica Repertorium Specierum Novarum Regni Vegetabilis 51: Abb. 114, 2.
Posteriormente, el botánico alemán Friedrich Ritter colocó la especie en el género Corryocactus, pasando a llamarse Corryocactus erectus y anotando estos cambios en la revista Kakteen in Südamerika 4: 1281 en el año 1981.
Etimología
- Corryocactus: nombre genérico otorgado en honor a Thomas Avery Corry (1862-1942), quien como ingeniero de la compañía ferroviaria peruana Ferrocarril del Sur, ayudó a descubrir las plantas. De hecho, las primeras tres especies conocidas del género crecían cerca de la recién construida vía férrea. Además, la terminación cactus es un término latino que alude a las plantas del género Cactaceae.
- erectus: epíteto específico latino que significa 'erguido', haciendo referencia a los brotes erguidos de la especie.[5]

Sinonimia
- Bolivicereus pisacensis Kníže (1969)
- Bolivicereus soukupii Kníže (1969)
- Borzicactus pisacensis (Kníže) G.D.Rowley (1974 publ. 1976)
- Borzicactus soukupii (Kníže) G.D.Rowley (1974 publ. 1976)
- Erdisia aureispina Backeb. & H.Jacobsen (1956 publ. 1957)
- Erdisia erecta Backeb. (1942)
- Erdisia ruthae H.Johnson ex Backeb. (1962)

## Estado de conservación
En la Lista Roja de Especies Amenazadas de la UICN, la especie está clasificada como “Vulnerable (VU)”.
La especie no presenta amenazas destacables, aunque la zona es frecuentemente visitada por turistas debido a la presencia de ruinas incas, lo que puede afectar negativamente a las plantas.

## Usos
Se cultiva principalmente como planta ornamental y su propagación se realiza a través de esquejes o semillas.